# Castell Henllys
Castell Henllys est un site archéologique de l'âge du fer situé dans le sud-ouest du pays de Galles.

## Description
La colline fortifiée de Castell Henllys se trouve dans le comté du Pembrokeshire, dans le sud-ouest du pays de Galles. Elle est située à 6 km à l'est de Newport et à une dizaine de kilomètres au sud-ouest de Cardigan.
La colline surplombe au nord la Nant Duat, une petite rivière qui se jette dans la Nevern (en). Elle présente des pentes abruptes à l'est, au sud et à l'ouest. Les fortifications sur ces trois côtés se limitent à des talus, tandis qu'au nord, plusieurs fossés et talus ont été excavés. L'espace compris au sein des fortifications s'étend sur environ un demi-hectare. Plusieurs maisons rondes y sont édifiées, d'un diamètre allant de 6 à 11 m.
Le fort est abandonné vers la fin de l'âge du fer au profit de fermes éparpillées dans la campagne environnante, dont une située juste au pied de la colline au nord, qui reste occupée durant toute la période britto-romaine. Il est brièvement occupé à nouveau et renforcé vers la fin de cette période, lorsque la région est soumise aux raids irlandais.
Plusieurs maisons rondes, ainsi qu'un silo à grain, ont été reconstruites sur leurs fondations avec les matériaux de l'époque. Le site, géré par l'autorité du parc national côtier du Pembrokeshire, constitue un musée archéologique en plein-air avec des acteurs interprétant des membres du peuple des Demetae.

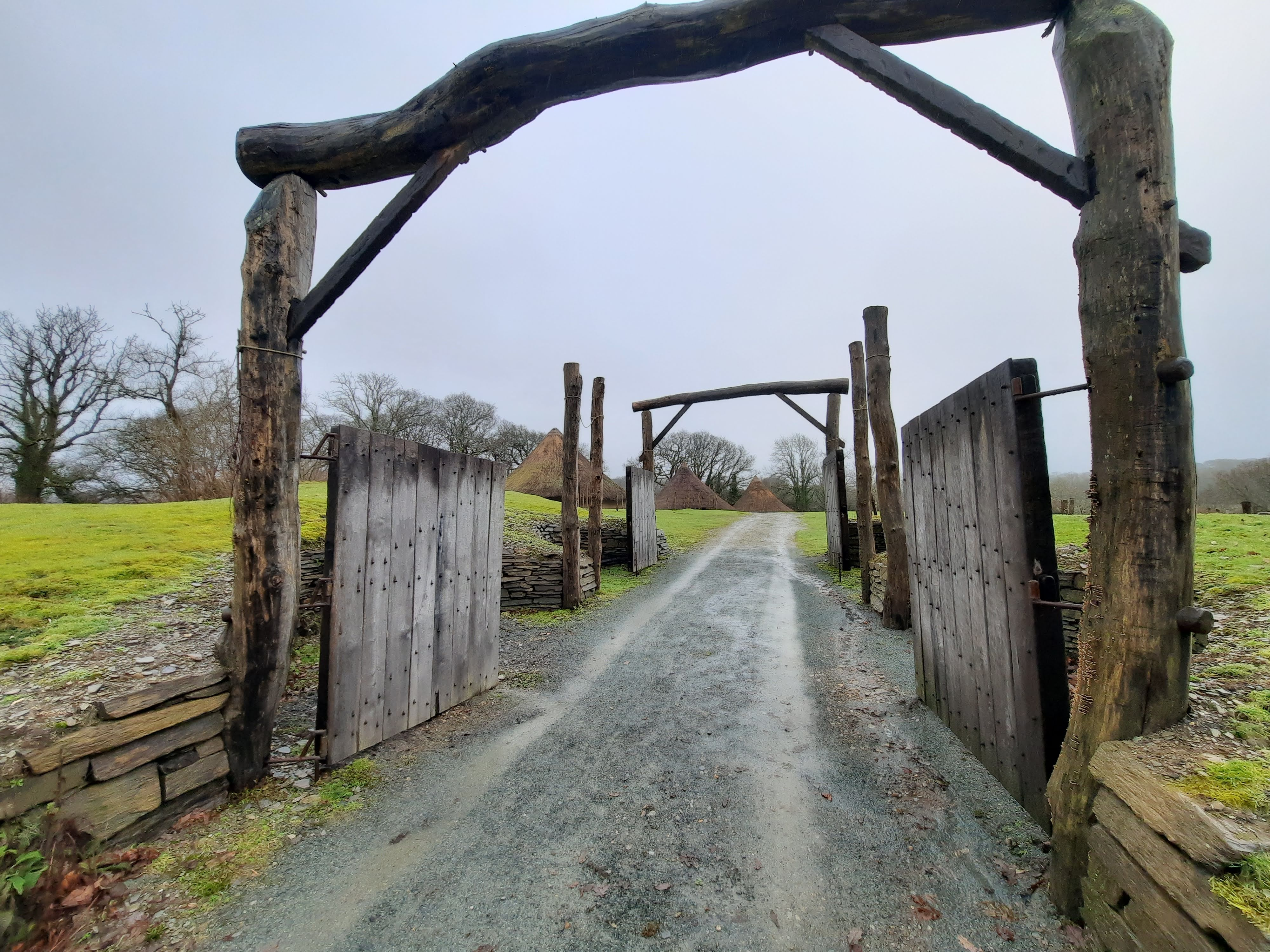
L'entrée du musée.
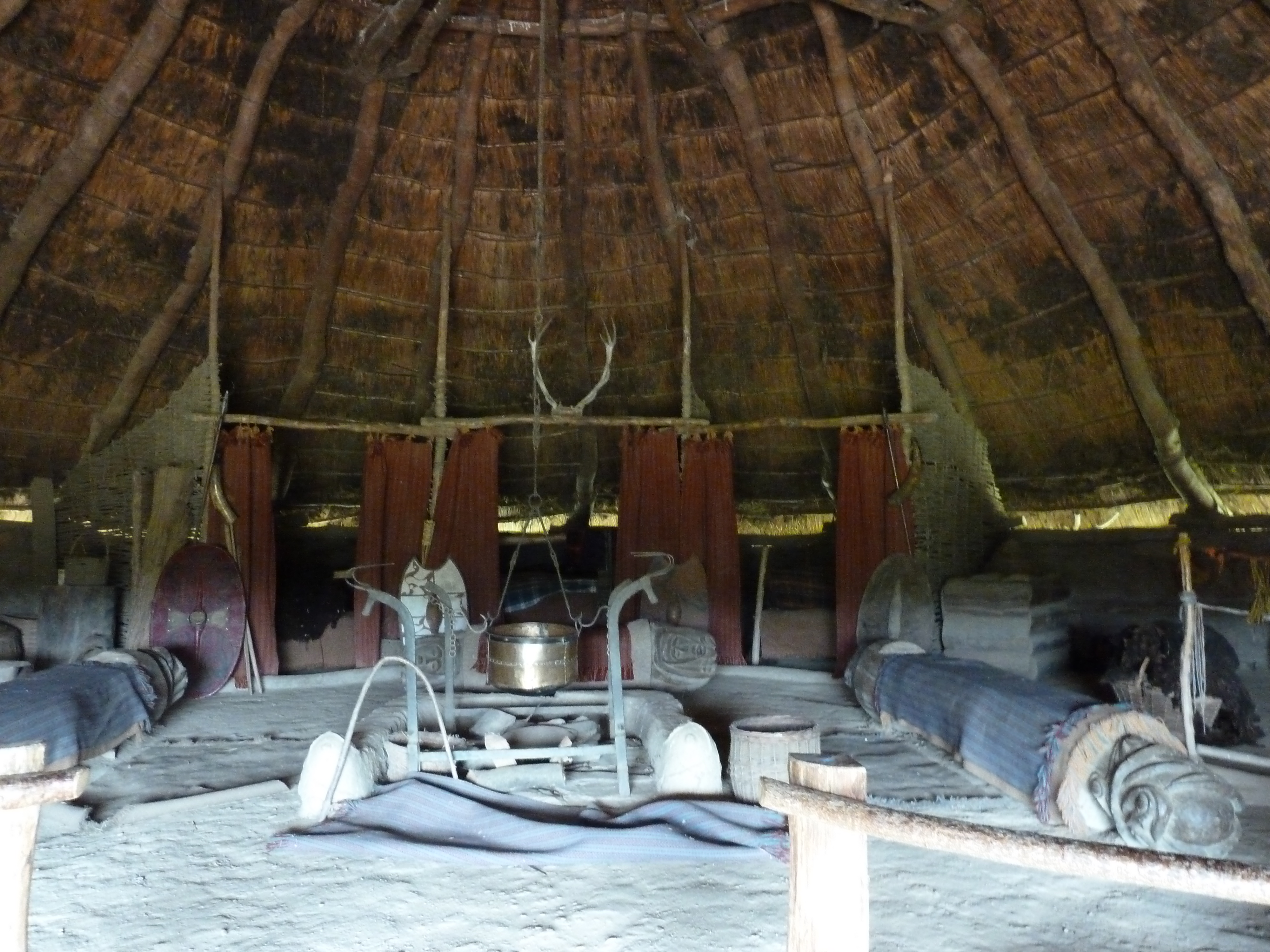
L'intérieur d'une maison reconstituée.
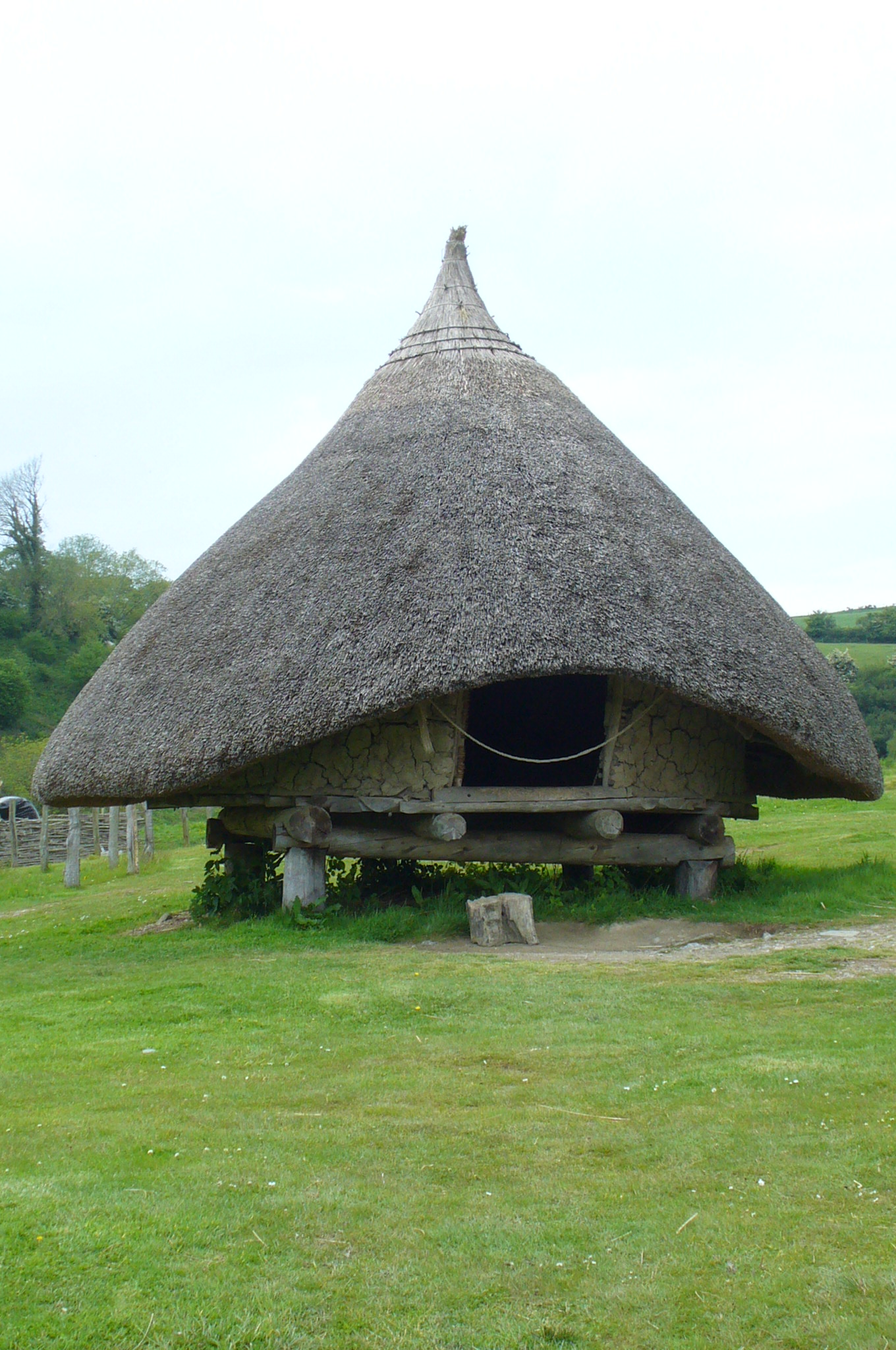
Le silo à grain reconstitué.